# Di dân

Mật độ di cư thế giới (en:Net migration rate) trong năm 2006: so sánh người nhập cư và xuất cư trong mỗi quốc gia, màu xanh (+): nhiều người nhập cư hơn xuất cư, màu cam (-): ít người nhập cư hơn xuất cư

Di dân (sử dụng như tính từ chỉ sự di dân hoặc người di dân, nên có thêm từ loại ví dụ như người di dân, việc di dân để làm rõ nghĩa, số nhiều mặc định để chỉ người di dân, những di dân) là sự thay đổi chỗ ở của các cá thể hay các nhóm người để tìm chỗ ở tốt hơn, phù hợp hơn nơi ở cũ để định cư. Ở các loài vật, như chim, cũng có sự di cư hằng năm.
Những cá nhân tham gia vào việc di chuyển chỗ ở là dân di cư. Trong chiến tranh hay khi có thiên tai, việc thay đổi chỗ ở đến nơi an toàn hơn còn gọi là tản cư và người dân di chuyển kiểu này còn được gọi là dân tản cư; việc thay đổi chỗ ở này là tạm thời, khi hết chiến tranh hoặc thiên tai đã qua thì thường họ lại trở về chỗ ở cũ. Người di cư trong trường hợp phải chạy trốn ra một xứ khác để thoát cảnh hiểm nguy, ngược đãi, hoặc bắt bớ bởi một quyền lực ở chốn cư ngụ còn được gọi là người tỵ nạn.
Việc chuyển chỗ ở hàng loạt một cách cấp thời dù tự nguyện hay do cưỡng bách để tránh các tai họa đột ngột do thiên tai như lũ lụt, động đất, sụt đất, bão; do con người như chiến tranh, thay đổi chế độ, do dịch bệnh, do ô nhiễm, do nguy cơ sập nhà từ nơi này sang nơi khác hay sang nước khác thì gọi là di tản, chạy nạn, chạy giặc; những người dân ra đi thì gọi là dân di tản.
Người di cư khi đã vượt biên giới sang nước khác thì gọi là người tỵ nạn, họ được Tổ chức Cao ủy Liên Hợp Quốc về người tỵ nạn bảo vệ và giúp đỡ. Việc vi phạm Luật Nhân đạo được xem là nguyên nhân hàng đầu khiến người dân phải di tản.

## Lý do
- Kinh tế
- Việc làm
- Chiến tranh
- Chính trị
- Thiên tai
- Do biến đổi khí hậu